# Bratz (serial animowany)
Bratz (2005–2007) – amerykański serial animowany, opowiadający o czterech przyjaciółkach. Dziewczyny postanawiają założyć magazyn dla nastolatek o nazwie Bratz, w którym będą rozwiązywać ich problemy. Serial można było oglądać w Polsce na antenie telewizji ZigZap.

## Opis fabuły
Serial opowiada przygody Cloe i jej najlepszych przyjaciółek Yasmin, Jade i Sashy. Dziewczyny zbierają ciekawe historie do ich własnej gazetki dla nastolatek, opisują spotkania ze sławnymi osobami. Akcja toczy się nie tylko w szkole średniej Stiles, ale również w egzotycznych miastach na całym świecie.

## Wersja polska
Opracowanie i udźwiękowienie wersji polskiej: Studio Sonica
Reżyseria: Jerzy Dominik
Dialogi: Dariusz Dunowski
Dźwięk i montaż:
- Zdzisław Zieliński,
- Maciej Brzeziński

Organizacja produkcji:
- Karina Kotlarczyk,
- Katarzyna Grochowska,
- Lidia Gnatowska

Udział wzięli:
- Krystyna Kozanecka – Yasmin
- Katarzyna Godlewska – Jade
- Anna Sroka – Sasha
- Jolanta Wilk – Cloe
- Agnieszka Matysiak – Burdine Maxwell
- Tomasz Bednarek – Dylan
- Kamilla Baar – Kirstee
- Magdalena Krylik – Kaycee
- Leszek Zduń – Bayron
- Witold Wysota – Nigel
- Grzegorz Drojewski – Cameron
- Joanna Węgrzynowska –
  - Fionna,
  - Roberta
- Anna Apostolakis – Dag Marshadelfroid (odc. 30)
- Katarzyna Pysiak – Zachary
- Agnieszka Fajlhauer
- Andrzej Gawroński
- Paweł Iwanicki
- Ewa Kania – Wróżka Fortuna (odc. 32)
- Janusz Wituch
- Paweł Szczesny – Ojciec Williama
- Janusz Zadura
- Jolanta Wołłejko – Babcia
- Jerzy Dominik
- Mieczysław Morański – Max
- Stefan Knothe
- Izabela Dąbrowska – Niania
- Mirosław Wieprzewski
- Beniamin Lewandowski – William

i inni
Bratz: Szczenięca lata
- Beata Wyrąbkiewicz – wykonanie piosenki
- Katarzyna Pysiak – wykonanie piosenki

## Filmy z Bratz emitowane w Polsce
- Bratz: Blask i styl - premiera w telewizji: 01.01.2006
- Bratz: Opowieści niesamowite - premiera w telewizji: 09.04.2007
- Bratz: Przygoda z dżinami - premiera w telewizji: 21.07.2006
- Bratz: Szczenięce lata - premiera w telewizji: ??
- Bratz: Od marzeń do gwiazd - premiera w telewizji: 01.12.2006
- Bratz: W krainie czarów - premiera w telewizji: 14.02.2007

## Bratz w Polsce
Zanim na ZigZapie pojawił się serial Bratz 1 stycznia 2006 roku pojawił się film Bratz: Blask i styl. Niecały miesiąc później pojawił się już serial. Nowe odcinki był emitowane co tydzień w Przymierzalni. Po zakończonej emisji w przymierzalni serial miał około 2 miesięcy przerwy, jednak po przerwie był emitowany codziennie aż do czerwca 2007. W czasie emisji serialu pojawiało się wiele filmów pełnometrażowych. Po prawie 5 miesięcznej przerwie serial powrócił na antenę ZigZapa do Przymierzalni. Po przerwie od 27 października emitowana jest 2 seria serialu. W Polsce zostały wydane płyty z filmami: Bratz: Magiczny Dżin (Bratz: Przygoda z dżinami), Bratz: Anioły Rocka, Bratz: Od marzeń do gwiazd, Bratz: Szczenięce lata oraz film autorski Bratz

## Spis odcinków
| Premiera odcinka | N/o | Polski tytuł                 | Angielski tytuł                              |
| ---------------- | --- | ---------------------------- | -------------------------------------------- |
|                  |     |                              |                                              |
| SERIA PIERWSZA   |     |                              |                                              |
|                  |     |                              |                                              |
| 16.01.2006       | 01  | Narodziny magazynu Bratz     | The Birth of a Magazine                      |
|                  |     |                              |                                              |
| 23.01.2006       | 02  | Wycieczka do Londynu         | Pretty In Punk                               |
|                  |     |                              |                                              |
| 30.01.2006       | 03  | Anioły rocka                 | Space Angelz                                 |
|                  |     |                              |                                              |
| 06.02.2006       | 04  | Pożegnanie z Afryką          | Crush In A Rush                              |
|                  |     |                              |                                              |
| 13.02.2006       | 05  | Nie tak łatwo być belfrem    | Not so Hot for a Teacher                     |
|                  |     |                              |                                              |
| 20.02.2006       | 06  | Porwanie                     | Kidnapped!                                   |
|                  |     |                              |                                              |
| 27.02.2006       | 07  | Wywiad Sashy                 | Sasha’s Big Interview                        |
|                  |     |                              |                                              |
| 06.03.2006       | 08  | Piżamowa imprezka            | Slumber Party                                |
|                  |     |                              |                                              |
| 13.03.2006       | 09  | Wystawa zwierząt             | Pet Show                                     |
|                  |     |                              |                                              |
| 20.03.2006       | 10  | Mów prawdę                   | Truth Or Dare                                |
|                  |     |                              |                                              |
| 27.03.2006       | 11  | Wybory                       | Manicuring Candidate                         |
|                  |     |                              |                                              |
| 03.04.2006       | 12  | To nie dla mnie              | It’s Not About Me Week                       |
|                  |     |                              |                                              |
| 10.04.2006       | 13  | Alter ego                    | Survivor                                     |
|                  |     |                              |                                              |
| 17.04.2006       | 14  | Biwak                        | Camping                                      |
|                  |     |                              |                                              |
| 24.04.2006       | 15  | Tajemnica szafy              | Skeleton in the Closet                       |
|                  |     |                              |                                              |
| 01.05.2006       | 16  | Superbohaterki mody          | Jade’s Dream                                 |
|                  |     |                              |                                              |
| 08.05.2006       | 17  | Czary-mary                   | Bewitched and Burdined                       |
|                  |     |                              |                                              |
| 15.05.2006       | 18  | Przygoda w windzie           | Totally Recall                               |
|                  |     |                              |                                              |
| 22.05.2006       | 19  | Przyjęcie urodzinowe         | Model Friend                                 |
|                  |     |                              |                                              |
| 29.05.2006       | 20  | Szkoła przetrwania           | Trading Faces                                |
|                  |     |                              |                                              |
| 05.06.2006       | 21  | Złodziej                     | To Catch A Thief                             |
|                  |     |                              |                                              |
| 12.06.2006       | 22  | Nowa wersja Kopciuszka       | Cinderella                                   |
|                  |     |                              |                                              |
| 19.06.2006       | 23  | Ktoś nowy w mieście          | The New Kid In Town                          |
|                  |     |                              |                                              |
| 26.06.2006       | 24  | Egzamin na szpiega           | Paris 1 - Bratz In Play Land                 |
|                  |     |                              |                                              |
| 03.07.2006       | 25  | We Francji                   | Paris 2 - Bratz In France Land               |
|                  |     |                              |                                              |
| 10.07.2006       | 26  | Po nitce do kłębka           | Paris 3 - Bratz In Tag Land                  |
|                  |     |                              |                                              |
| SERIA DRUGA      |     |                              |                                              |
|                  |     |                              |                                              |
| 27.10.2007       | 27  | Powiew świeżości             | Extremely Made-over                          |
|                  |     |                              |                                              |
| 03.11.2007       | 28  | Marzenie Cloe                | The Cloe Life                                |
|                  |     |                              |                                              |
| 10.11.2007       | 29  | Bratz 500                    | The Bratz 500                                |
|                  |     |                              |                                              |
| 17.11.2007       | 30  | Nieporozumienie              | A Little Diss, A Little Dat                  |
|                  |     |                              |                                              |
| 24.11.2007       | 31  | Egzamin                      | Camp Starshine                               |
|                  |     |                              |                                              |
| 01.12.2007       | 32  | Wróżka Fortuna               | Miss Fortune                                 |
|                  |     |                              |                                              |
| 08.12.2007       | 33  | Niańki                       | Sporting Chance                              |
|                  |     |                              |                                              |
| 15.12.2007       | 34  | Bal                          | Inner Beauty Queen                           |
|                  |     |                              |                                              |
| 22.12.2007       | 35  | Niewidzialne                 | Transparently Yours                          |
|                  |     |                              |                                              |
| 29.12.2007       | 36  | Szansa                       | Bratz Fail                                   |
|                  |     |                              |                                              |
| 05.01.2008       | 37  | Obóz                         | Camp                                         |
| 12.01.2008       | 38  | Obóz                         | Camp                                         |
| 19.01.2008       | 39  | Obóz                         | Camp                                         |
|                  |     |                              |                                              |
| 26.01.2008       | 40  | Kontakt                      | Alien Encounterz                             |
|                  |     |                              |                                              |
| 02.02.2008       | 41  | Odsiecz                      | Rescue Askew                                 |
|                  |     |                              |                                              |
| 09.02.2008       | 42  | Pa pa Burdine                | Bye-Bye Burdine                              |
|                  |     |                              |                                              |
| 16.02.2008       | 43  | Kuchnia amerykańska          | Great Melting Pot                            |
|                  |     |                              |                                              |
| 23.02.2008       | 44  | Sekretne życie Bayrona       | The Life Of Byron                            |
|                  |     |                              |                                              |
| 01.03.2008       | 45  | Karma                        | The Chronicles Of Karma                      |
|                  |     |                              |                                              |
| 08.03.2008       | 46  | Wiele hałasu o nic           | Much Ado About Practically Nothing           |
|                  |     |                              |                                              |
| 15.03.2008       | 47  | Bajki dla małych dziewczynek | Bratz Kidz Fairy Tales: Rapunzel             |
|                  |     |                              |                                              |
| 22.03.2008       | 48  | Śnieg                        | Bratz Kidz Fairy Tales: Snow White           |
|                  |     |                              |                                              |
| 29.03.2008       | 49  | Kopciuszek                   | Bratz Kidz Fairy Tales: Cinderella           |
|                  |     |                              |                                              |
| 05.04.2008       | 50  | Gwiazdka u Babci             | Bratz Babyz Save Christmas: Gran's Christmas |
|                  |     |                              |                                              |
| 12.05.2008       | 51  |                              | Bratz Babyz Save Christmas: Winter Road Trip |
|                  |     |                              |                                              |
| 19.05.2008       | 52  | Biegun Północny              | Bratz Babyz Save Christmas: North Pole       |
|                  |     |                              |                                              |